# Jan Mazoch
Jan Mazoch, né le 5 septembre 1985 à Čeladná, est un sauteur à ski tchèque.
Il est le petit-fils de la légende tchèque du saut à ski Jiří Raška.

## Biographie
Jan Mazoch apparaît dans la Coupe du monde le 13 mars 2002 à Falun. En 2003, il devient un membre régulier de l'équipe nationale tchèque et se signale au championnat du monde junior, décrochant une médaille de bronze en individuel. Il participe aux Championnats du monde en 2003 (au Val di Fiemme) et en 2005 (à Oberstdorf). Il a fait partie de la délégation tchèque aux Jeux olympiques d'hiver en 2002 et 2006.
Lors d'une épreuve de la Coupe du monde, le 20 janvier 2007, sur le tremplin K-120 de Zakopane, Mazoch subit une chute violente en faisant son saut du deuxième tour, dû à un changement soudain de direction du vent. À la suite de l'accident, Mazoch fut d'abord emmené à un hôpital se situant à proximité, où les médecins proclamèrent que son état était critique. Durant la nuit, il fut transporté à l'hôpital de Cracovie, où il fut plongé dans un coma artificiel par mesure de précaution. On craignait qu'il ne souffre de blessures graves du cerveau. Néanmoins, il n'avait pas souffert de blessures internes, mais seulement de blessures extérieures mineures. Son état fut décrit comme critique mais stable. Les médecins l'ont sorti de son sommeil le 22 janvier 2007, afin qu'il puisse être transporté vers la République Tchèque.
Ironiquement, comme le deuxième tour à Zakopane est annulé quelque peu après la chute de Jan Mazoch, le 15e rang qu'il avait obtenu au premier tour constitue son meilleur résultat en Coupe du monde.
Juste devenu père, il fait son retour à l'entraînement au mois de juin, puis en compétition sur le Grand Prix à Zakopane, lieu de sa chute.
Le 7 août 2008, Jan Mazoch annonce qu'il met un terme à sa carrière en raison des séquelles psychologiques dues à sa chute.

## Palmarès

### Jeux olympiques
| Épreuve / Édition | Salt Lake City 2002 | Turin 2006 |
| Petit tremplin    | 35e                 | 36e        |
| Grand tremplin    | 36e                 |            |
| Par équipes       | 12e                 |            |

### Championnats du monde
| Épreuve / Édition | Épreuve / Édition | Val di Fiemme 2003 | Oberstdorf 2005 |
| Petit tremplin    | Petit tremplin    | 44e                | 28e             |
| Grand tremplin    | Grand tremplin    | 48e                |                 |
| Par équipes       | PT                |                    | 7e              |
| Par équipes       | GT                | 8e                 | 8e              |

PT = petit tremplin, GT = grand tremplin

### Championnats du monde de vol à ski
| Épreuve / Édition | Harrachov 2002 | Planica 2004 |
| Individuel        | 26e            | 36e          |
| Par équipes       |                | 9e           |

### Coupe du monde
- Meilleur classement général : 65e en 2007.
- Meilleur résultat individuel : 15e.

#### Classements en Coupe du monde
| Année     | Classement général final |
| 2002-2003 | 78e                      |
| 2003-2004 | 74e                      |
| 2004-2005 | 75e                      |
| 2005-2006 | 76e                      |
| 2006-2007 | 65e                      |

### Championnats du monde junior
- Médaille de bronze en individuel en 2003 à Sollefteå.

### Coupe continentale
- 8e du classement général en 2005.
- 9 podiums, dont 2 victoires.